# Marlene (film, 2000)
Pour les articles homonymes, voir Marlene.
Pour plus de détails, voir Fiche technique et Distribution.
Marlene est un film italo-allemand réalisé par Joseph Vilsmaier, sorti en 2000,
Ce film biographique, qui a pour principaux interprètes Katja Flint, Hans-Werner Meyer (de) et Herbert Knaup, raconte la vie de l'actrice américaine d'origine allemande Marlène Dietrich, et son succès à Hollywood.

## Fiche technique
- Titre original : Marlene
- Titre français : Marlene
- Réalisation : Joseph Vilsmaier
- Scénario : Christian Pfannenschmidt (de)
- Photographie : Joseph Vilsmaier
- Direction artistique : Cornelia Ott, Christian Schäfer (de) et Uwe Szielasko]
- Montage : Barbara Hennings (de)
- Cadreur : Joseph Vilsmaier
- Musique : Harald Kloser et Thomas Wanker
- Production : Katharina Trebitsch (de) et Jutta Lieck-Klenke
- Sociétés de production : Perathon Film-und Fernsehproduktions GmbH, Rai, Studios de Babelsberg, Trebitsch Produktion International et ZDF
- Sociétés de distribution : Senator Film
- Pays d'origine :  Italie et  Allemagne
- Langue : allemand
- Format : couleur — 35 mm — 2,35:1 — son Dolby Digital
- Budget : 18 000 000 DEM
- Genre : Documentaire
- Durée : 132 minutes
- Sortie : Allemagne : 9 mars 2000

## Distribution
- Katja Flint – Marlene Dietrich
- Herbert Knaup – Rudolf Sieber
- Heino Ferch – Carl Seidlitz
- Hans-Werner Meyer (de) : Josef von Sternberg
- Christiane Paul – Tamara Matul
- Suzanne von Borsody : Charlotte Seidlitz
- Armin Rohde – Emil Jannings
- Josefina Vilsmaier (de) : Maria à 6 ans
- Theresa Vilsmaier (de) : Maria à 10 ans
- Janina Vilsmaier : Maria à 13 ans
- Monica Bleibtreu – Witwe von Losch
- Cosma Shiva Hagen – Resi
- Katharina Müller-Elmau – Margo Lion
- Oliver Elias (de) : Jossi Winter
- Sandy Martin – Louella Parsons
- Richard Keats (de) : Travis Banton
- Mike Wimberly : Harry
- Elvira Jimenez : Juanita
- Otto Sander – Bühnenmanager
- Heiner Lauterbach – Erich Pommer
- Ben Becker – Ernst Linke
- Jürgen Schornagel (de) : Friedrich Mollner
- Götz Otto – Gary Cooper
- Ute Cremer – Maria Riva
- George Valencia – Carlos
- Gloria Gray (de) : Mae West
- Michel Francoeur – Maurice Chevalier
- Heinrich Schafmeister – Pianiste

## Extraits de films
Le film présente des extraits des films suivants :
- L'Ange Bleu (1930)
- Cœurs brûlés (1930)
- L'Impératrice rouge (1934)